# Johnny Hates Jazz
Johnny Hates Jazz es una banda británica de música pop y Sophisti-pop de los años 1980 y 1990, formada originalmente por Clark Datchler (vocalista), Mike Nocito (bajista) y Calvin Hayes (tecladista).
Se la conoce básicamente por su mayor éxito internacional, Shattered Dreams, de 1987, junto a otras canciones relevantes de su gran album debut de 1988 "Turn back the clock", como "I Don't want to be a hero", "Don't say it's love" y "Turn back the clock".

## Historia

### Comienzos y éxito
Johnny Hates Jazz se formó en 1986, siendo integrado por Clark Datchler, Calvin Hayes y Mike Nocito. El nombre viene de un amigo de ellos que odiaba el jazz. Aunque sólo contaba con 22 años, Datchler era algo experimentado, pues era hijo de un saxofonista de un grupo de jazz y ya había lanzado algunos singles como solista en 1984. Además, el grupo ya había sacado un sencillo llamado Me And My Foolish Heart, grabado en RAK Records, a comienzos del año de la formación. A fines de ese año, los 3 músicos firmaron un contrato con el sello Virgin.
Los comienzos de 1987 se caracterizaron por la grabación de sus primeras producciones en el sello, saliendo en abril su single Shattered Dreams que llegó a los más altos lugares del chart británico y norteamericano, y del Billboard. En 1988 salió el álbum Turn Back the Clock, que también tuvo un lugar destacado.

### Decadencia y disolución
En medio de ese éxito, Datchler sale del grupo, dejando a Nocito y Hayes sin cantante. Su reemplazo sería Phil Thornalley, quien había producido el exitoso álbum debut y años antes había sido bajista de The Cure.
Después de lanzamientos de singles y un accidente en que Hayes resultó muy afectado, en 1991 sale el último y poco aclamado álbum Tall Stories . La banda se separa después de eso y dos años después saca un recopilatorio llamado The Very Best Of Johnny Hates Jazz.

### Regreso
En 2009, Clark Datchler y Mike Nocito volvieron a ponerse en contacto. Luego de retomar su amistad, decidieron crear un nuevo álbum de Johnny Hates Jazz. Clark se mudó al Reino Unido y de inmediato se puso a escribir nuevas canciones para el proyecto. Al año siguiente, recibió un premio de IMC por la canción "Shattered Dreams" por haberse emitido más de 3 millones de veces solamente en los EE.UU.
La grabación del nuevo álbum abarcó gran parte de 2011 y 2012, y tuvo lugar en Real World Studios, cerca de Bath y en Hamp Sound, cerca de Cambridge, y Angel Studios en Londres. El nuevo álbum ya listo, tiene a Clark como compositor / cantante / tecladista y Mike como productor / ingeniero / guitarrista. También hay arreglos de cuerda y sintetizadores adicionales de la cofundadora del grupo Art Of Noise, compositora y ganadora del Oscar, Anne Dudley, quien hizo el arreglo de cuerdas en "Turn Back The Clock". Otros contribuyentes incluyen al baterista Alex Reeves (Dizzee Rascal), el ingeniero de mezcla Stephen Tayler (Kate Bush), el guitarrista David Rhodes (Peter Gabriel), Pete Watson en el sintetizador (Hurts) y el bajista Vince de la Cruz (Katrina and the Waves).
El álbum se titula "Magnetized" y se fijó su lanzamiento para mayo de 2013. Precediendo al álbum se lanzó el primer single, también llamado "Magnetized", en abril de 2013. En un giro del destino, Johnny Hates Jazz están ahora dirigido por John Wooler, el hombre de A & R, que los firmó con Virgin Records en 1986. 
En agosto de 2020 se lanzó un nuevo album, "Wide Awake".

## Discografía
Álbumes:
- Turn Back The Clock (Virgin, 1988)
- Tall Stories (Virgin, 1991)
- Magnetized (InterAction Music, 2013)
- Wide Awake (Absolute Label Services, 2020)

Recopilatorios:
- The Very Best Of Johnny Hates Jazz (EMI, 1993)